# Cuphea concinna
Cuphea concinna är en fackelblomsväxtart som beskrevs av Emil Bernhard Koehne. Cuphea concinna ingår i släktet blossblommor, och familjen fackelblomsväxter. Inga underarter finns listade i Catalogue of Life.